# Mezium impressicollis
Mezium impressicollis là một loài bọ cánh cứng trong họ Ptinidae. Loài này được Pic miêu tả khoa học năm 1944.